# Enniscorthy
Enniscorthy (irisch Inis Córthaidh; dt. ‚Insel der Felsen‘) ist eine Stadt im County Wexford im Südosten der Republik Irland.
Mit einer Bevölkerung von 12.310 Personen (Agglomeration laut Census 2022) ist Enniscorthy die zweitgrößte Stadt der Grafschaft. 

## Lage
Enniscorthy liegt am River Slaney, 24 km nordnordwestlich von Wexford, an der N11 von Dublin nach Wexford. Über die N30 ist Enniscorthy mit New Ross und Waterford im Südwesten verbunden. Außerdem ist Enniscorthy über das Schienennetz (Dublin–Wexford–Rosslare Harbour) an den Schiffs- und Flugverkehr angebunden.

## Geschichte
Die Ursprünge der Stadt gehen auf das Jahr 510 n. Chr. zurück, als der Heilige Senán hier in der zu diesem Zeitpunkt noch völlig unbewohnten Gegend ein Kloster bauen ließ. Das Kloster befand sich auf der östlichen Seite des River Slaney, auf dem heutigen Gebiet von Templeshannon, unterhalb des Vinegar Hill. Der irische Name von Templeshannon geht auf Senán zurück: Teampall Seannain.   
Im Zuge der normannischen Invasion ab 1169, heiratete Maud de Quency (Enkelin von Richard Strongbow) Philip de Prendergast (Sohn des anglo-normannischen Ritters Maurice de Prendergast). Sie bewohnten Enniscorthy Castle von 1190 bis 1229. Ihre Nachkommen hatten ihren Sitz auf der Burg bis in die 1370er Jahre. Nach der Zerstörung der ersten Burg an dieser Stelle, geht das heutige Gebäude weitestgehend auf das 16. Jahrhundert zurück.   
Nach der irischen Rebellion von 1641 und im Zuge der folgenden Konföderationskriege, kam 1649 Oliver Cromwell nach Enniscorthy. Während Cromwell bei dieser Rückeroberung Irlands in der Widerstand leistenden Stadt Wexford ein Massaker verübte, ergaben sich die Verteidiger Enniscorthys früh genug, um einer Zerstörung der Stadt zu entgehen.   
Während des irischen Aufstandes 1798 war Enniscorthy Schauplatz zweier bedeutender Schlachten. Am 28. Mai 1798 eroberten die Truppen der United Irishmen die Stadt nach ihrem Sieg gegen die Britische Armee. Am 21. Juni 1798 fand in den Straßen von Enniscorthy und auf dem benachbarten Vinegar Hill die letzte Entscheidungsschlacht zwischen den Rebellen von Wexford und den Truppen der englischen Krone statt, die mit der Niederschlagung des Aufstandes endete.   
1843 wurde nach den Plänen des Architekten Augustus Welby Pugin die Sankt-Aidan-Kathedrale im neogotischen Stil erbaut.   
Das 1892 erbaute Athenaeum Theatre war 1927 Schauplatz der ersten Begegnung der Schauspieler Hilton Edwards und Micheál Mac Liammóir, die zu einer der bedeutendsten Partnerschaften in der Geschichte des irischen Theaters führen sollte.   
Beim Osteraufstand 1916 war Enniscorthy die einzige Stadt außerhalb Dublins, die sich an den Unruhen beteiligte. Die Irish Volunteers hatten ihr Hauptquartier im Athenaeum Theatre und ergaben sich erst, nachdem Dublin bereits gefallen war.   
1994 war Enniscorthy Austragungsort der in Irland bedeutenden All-Ireland Ploughing Championship, einer der größten Landwirtschaftsmessen Europas.   
Bei der Tour de France 1998, die am 11. und 12. Juli 1998 mit einem Einzelzeitfahren in Dublin und einer weiteren Etappe rundum die Hauptstadt begonnen hatte, war Enniscorthy am 13. Juli 1998 Startort der 3. Etappe, die von hier aus nach Cork führte.   
1999 und 2000 war Enniscorthy Gastgeber des Fleadh Cheoil na hÉireann, des großen Musikfestivals für Irish Folk.   

## Sehenswürdigkeiten
- Enniscorthy Castle beherbergt heute ein Museum, das die Geschichte der Burg und ihrer früheren Bewohner zeigt. (Das von 1962 bis 2006 hier untergebrachte Wexford County Museum existiert nicht mehr. Seine Exponate sind in die Obhut der städtischen Behörden übergegangen.)
- Die Sankt-Aidan-Kathedrale ist 1994 umfangreich restauriert worden.
- Das National 1798 Rebellion Centre zeigt seit seiner Eröffnung im Jahr 1998 eine preisgekrönte Multimedia-Ausstellung rundum die Ereignisse des Aufstandes der United Irishmen 1798 in Wexford.
- Am Market Square im Zentrum der Stadt steht seit 1908 eine Bronzestatue des Bildhauers Oliver Sheppard, die einen der Anführer des Aufstandes von 1798, Father John Murphy, zeigt, der einem Rebellen den Weg zum Vinegar Hill weist.
- Vinegar Hill ist von jeder Straße der Stadt aus zu sehen, ebenso wie der unter Denkmalschutz stehende Stumpf einer Windmühle auf seinem obersten Plateau. Auf dem Hügel ist eine quaderförmige Stele zum Gedenken an den Aufstand 1798 aufgestellt.
- Das Hünengrab von Ballybrittas liegt 4,6 Kilometer südwestlich von Enniscorthy und 300 Meter nördlich der Regionalstraße R127.

## Fotogalerie

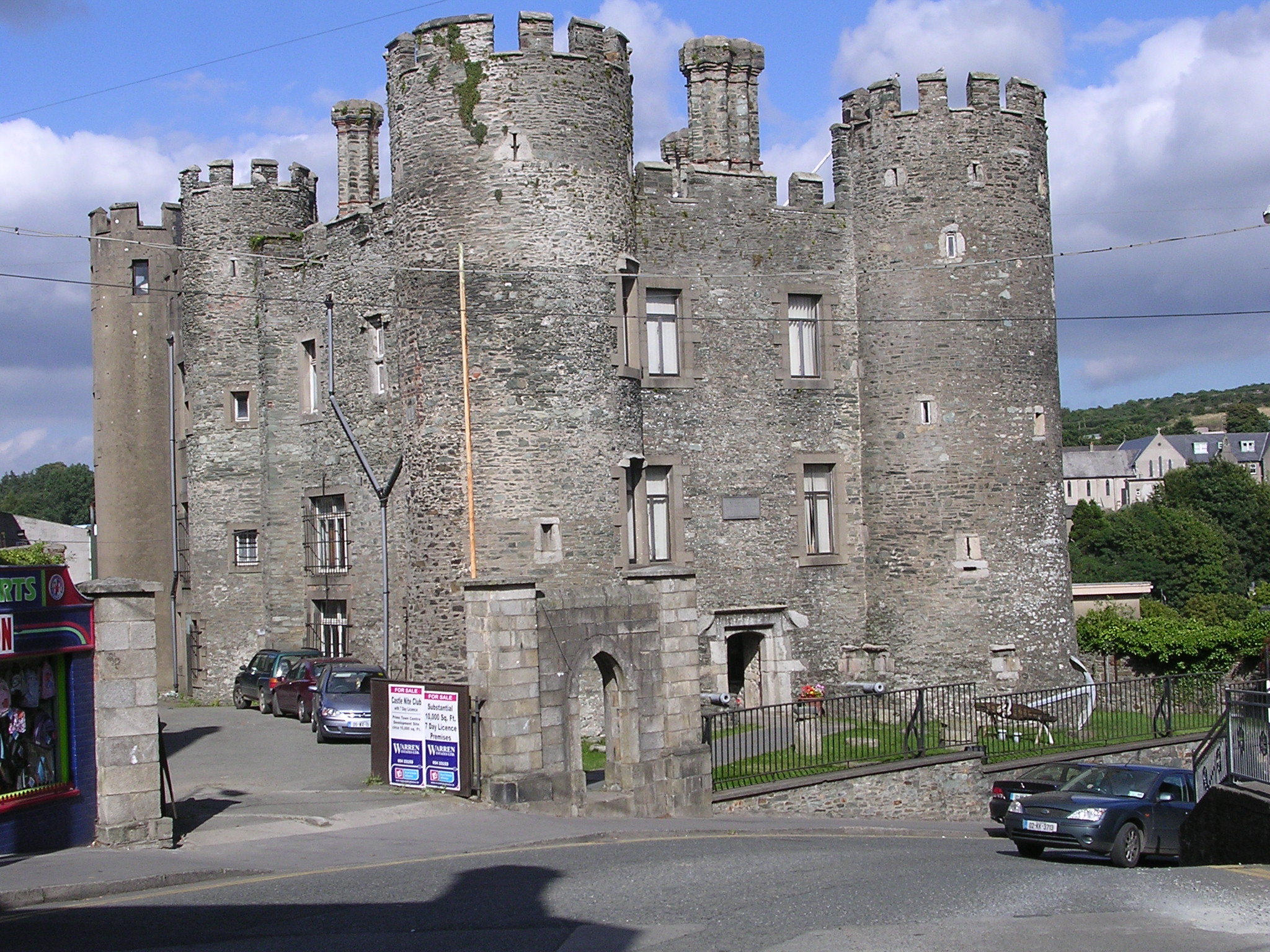
Enniscorthy Castle
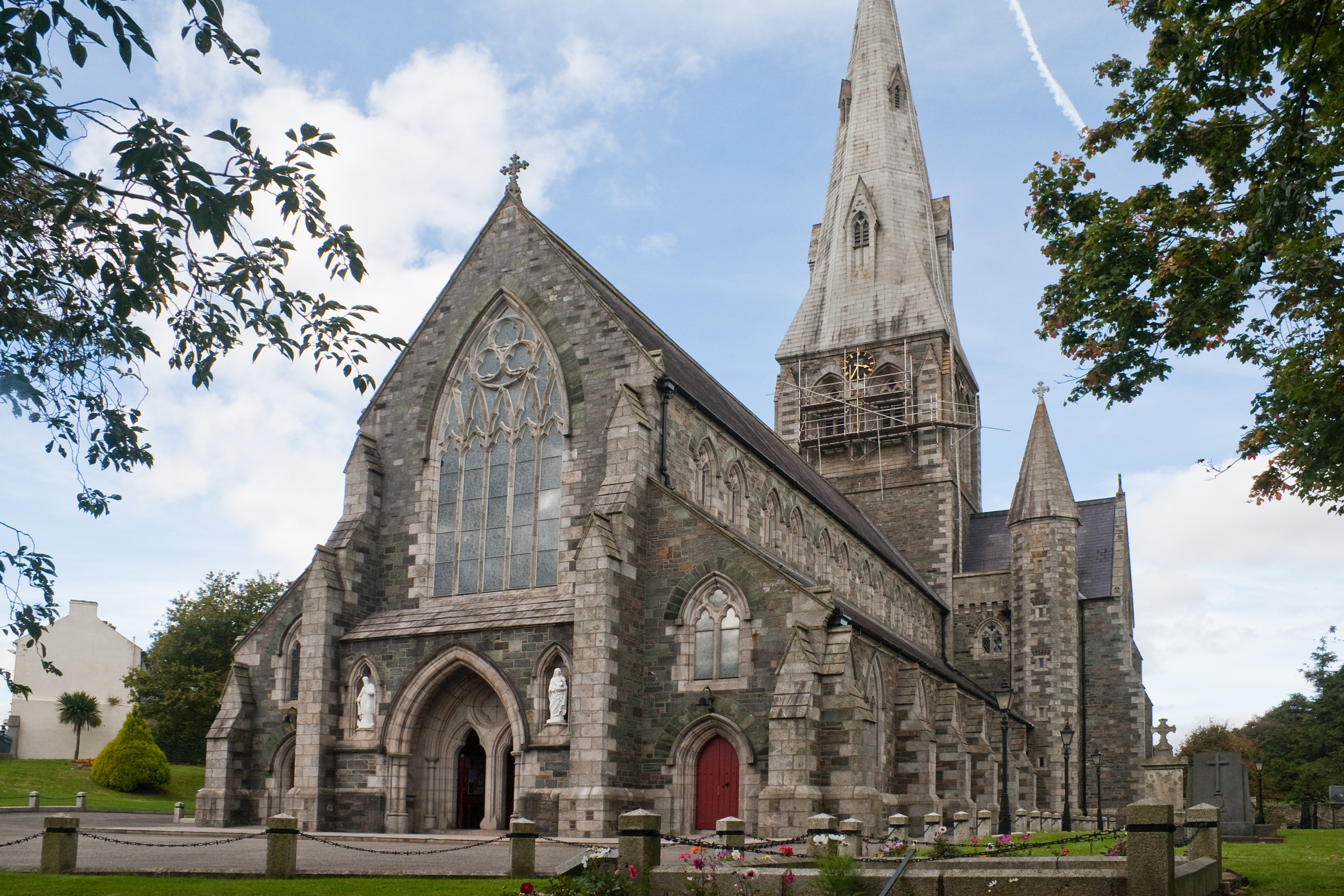
St Aidan’s Cathedral
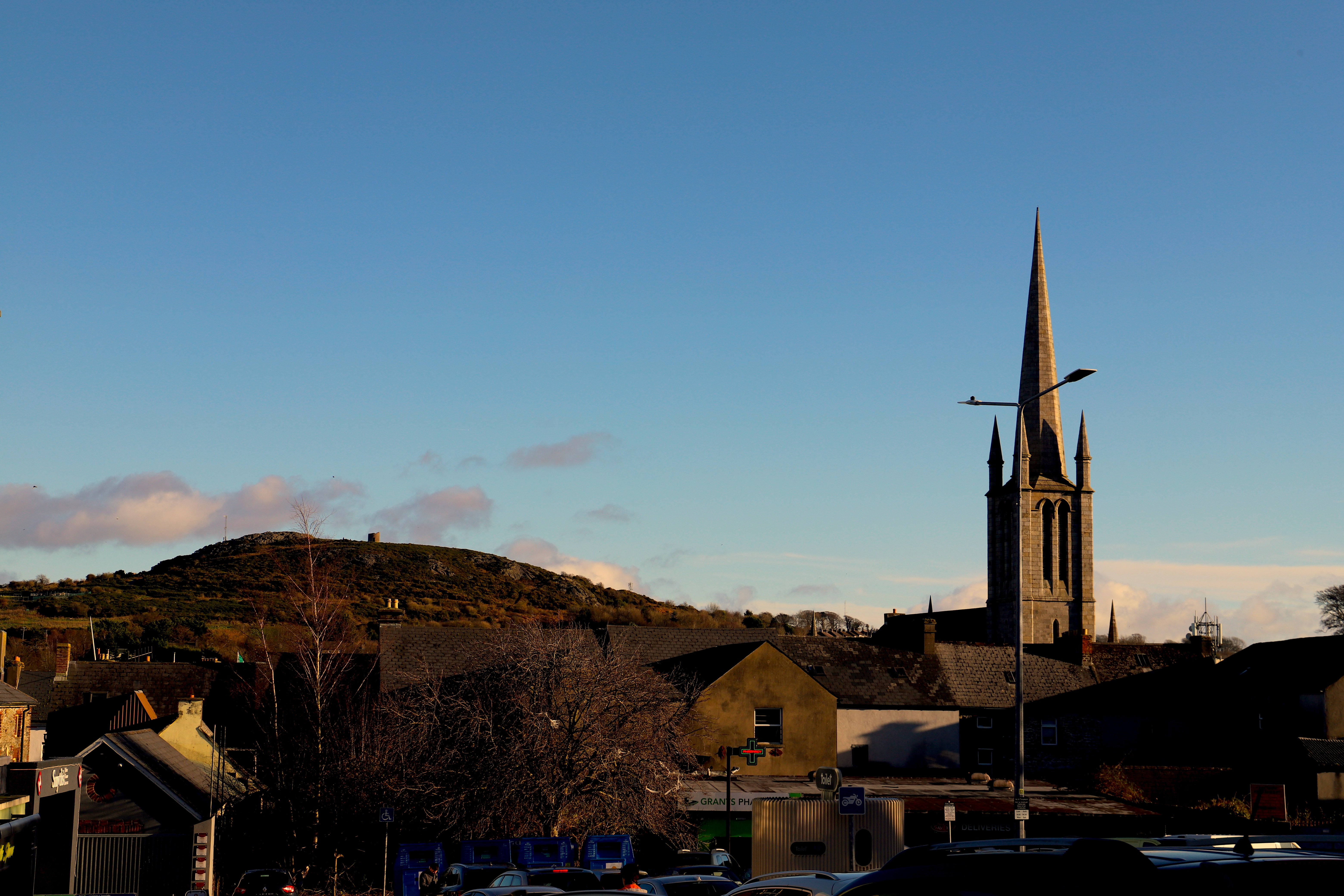
Vinegar Hill, von Enniscorthy aus gesehen
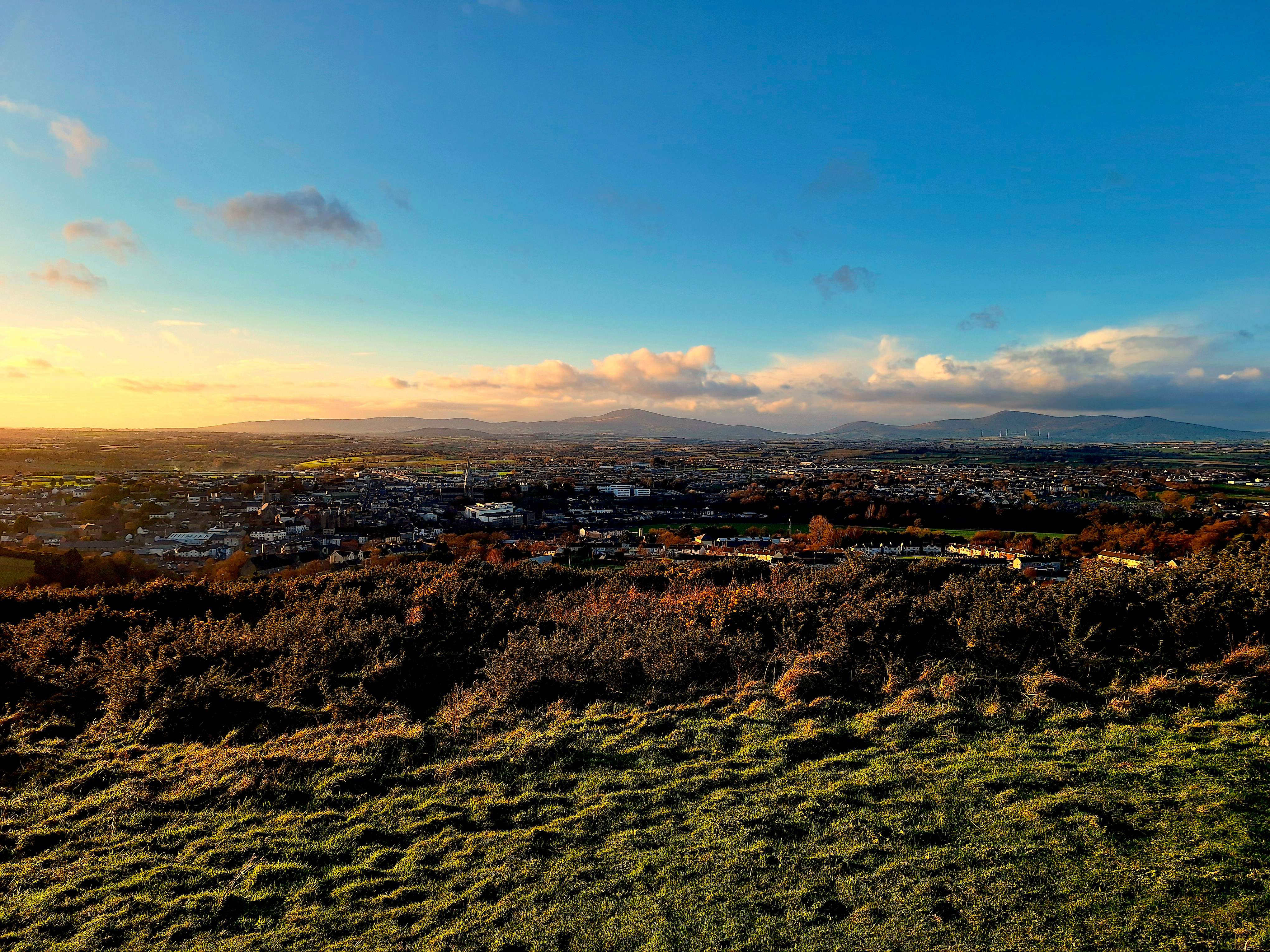
Blick vom Vinegar Hill über Enniscorthy

## Söhne und Töchter der Stadt
- Martin Cash (1808–1877), australischer Sträfling und Buschräuber
- Eileen Gray (1878–1976), Innenarchitektin und Designerin
- Bill Lacey (1889–1969), Fußballspieler und -trainer
- Anthony Cronin (1928–2016), Schriftsteller
- Denis Brennan (* 1945), römisch-katholischer Bischof
- Colm Tóibín (* 1955), Schriftsteller, Journalist und Literaturkritiker
- Ivan Yates (* 1959), Politiker der Fine Gael
- Charlie Murphy (* 1988), Theater- und Filmschauspielerin